# Eain Yow Ng
Eain Yow Ng (* 26. Januar 1998 in Kuala Lumpur) ist ein malaysischer Squashspieler.

## Karriere
Eain Yow Ng spielt seit 2014 auf der PSA Squash Tour und gewann auf dieser bislang acht Titel. Seine höchste Platzierung in der Weltrangliste erreichte er mit Rang zehn am 21. April 2025. In seiner Zeit bei den Junioren feierte er große Erfolge. 2016 gewann er die Junioren-Weltmeisterschaft gegen Saadeldin Abouaish mit 11:3, 9:11, 11:7 und 11:5. Im selben Jahr qualifizierte er sich erstmals für die Weltmeisterschaft, bei der er in der ersten Runde ausschied. Mit der malaysischen Nationalmannschaft nahm er 2017, 2019 und 2024 an der Weltmeisterschaft teil. Bei den Asienspielen 2018 gewann er mit der Mannschaft die Goldmedaille. 2021 wurde er im Einzel ebenso Asienmeister wie auch kurz zuvor mit der Mannschaft. 2022 wurde er erstmals malaysischer Landesmeister und verteidigte im Jahr darauf seinen Titel bei den Asienmeisterschaften. Bei den 2023 ausgetragenen Asienspielen 2022 in Hangzhou gewann er im Einzel nach einem Finalsieg gegen Saurav Ghosal die Goldmedaille. Darüber hinaus sicherte er sich mit der Mannschaft die Bronzemedaille. 2024 gewann Yow Ng zum zweiten Mal mit der Mannschaft die Asienmeisterschaften.

## Erfolge
- Asienmeister: 2021, 2023
- Asienmeister mit der Mannschaft: 2021, 2024
- Gewonnene PSA-Titel: 8
- Asienspiele: 2 × Gold (Einzel 2022 und Mannschaft 2018), 1 × Bronze (Mannschaft 2022)
- Malaysischer Meister: 2022